# 인천광역시평생학습관
인천광역시교육청평생학습관(仁川廣域市敎育廳平生學習館, Incheon Education Center)은 인천광역시의 평생학습 기반을 구축하고, 시민에 대한 다양하고 유익한 평생학습의 기회 확대와 사회 각 분야에 대한 지식과 정보 제공을 통한 삶의 질 향상을 위하여 인천광역시교육청 산하에 설치된 직속기관이다.
관장은 지방부이사관으로 보한다.

## 연혁
- 2008년 2월 20일: 설치

## 조직
관장
- 기획정보부
- 평생교육부
- 총무부